# Liste der Kulturdenkmäler in Leimbach (bei Adenau)
In der Liste der Kulturdenkmäler in Leimbach sind alle Kulturdenkmäler der rheinland-pfälzischen Ortsgemeinde Leimbach einschließlich des Ortsteils Gilgenbach  aufgeführt. Grundlage ist die Denkmalliste des Landes Rheinland-Pfalz (Stand: 12. Juni 2023).

## Einzeldenkmäler
| Bezeichnung                        | Lage                                                 | Baujahr                    | Beschreibung | Bild |
| ---------------------------------- | ---------------------------------------------------- | -------------------------- | --- | ---- |
| Wohnhaus                           | Gilgenbach, Adorferhof 18/20 Lage                    | 19. Jahrhundert            | Fachwerkhaus, 19. Jahrhundert; Gesamtanlage mit Scheune | BW   |
| Wohnhaus                           | Gilgenbach, Adorferhof 24 Lage                       | 19. Jahrhundert            | Fachwerkhaus, 19. Jahrhundert; Gesamtanlage mit Scheune | BW   |
| Katholische Kapelle St. Laurentius | Gilgenbach, Bergstraße, neben Nr. 35 Lage            | 1750                       | Saalbau, bezeichnet 1750 | BW   |
| Quereinhaus                        | Gilgenbach, Bergstraße 41 Lage                       |                            | Quereinhaus, Scheune mit Backhaus | BW   |
| Wohnhaus                           | Leimbach, Gilgenbacher Straße 6 Lage                 | 1766                       | Fachwerkhaus, bezeichnet 1766 | BW   |
| Katholische Kirche St. Matthias    | Leimbach, Gilgenbacher Straße, Ecke An der Ward Lage | 1835                       | Saalbau, 1835 | BW   |
| Heiligenhäuschen                   | Leimbach, Hauptstraße, Ecke Sengenbachstraße Lage    | 1854                       | Heiligenhäuschen, neugotisch, bezeichnet 1854 | BW   |
| Birnbachsmühle                     | Leimbach, nördlich des Ortes an der B 257 Lage       | Mitte des 19. Jahrhunderts | bauliche Gesamtanlage mit ehemaligem Wohn- und Mühlengebäude, Mitte und zweite Hälfte des 19. Jahrhunderts, teils Fachwerk, gründerzeitlicher Fabrikhalle, Schornstein des ehemaligen Maschinenhauses, Nebengebäude, Stauweiher und Freiflächen | BW   |